# Esther Ouwehand
Esther Ouwehand (Katwijk, 10 de junio de 1976) es una política neerlandesa y exdirectora de marketing. Es diputada a la Cámara de Representantes de los Países Bajos por el Partido por los Animales (PvdD).

## Biografía

### Vida personal
Esther Ouwehand fue a escuela secundaria en Katwijk, donde acabe su educación preuniversitaria. Comenzó a estudiar  «Política, comunicación y organización» (en neerlandés: beleid, communicatie y organisatie) en el Universidad Libre de Ámsterdam, pero no acabó sus estudios.
Fue criada en una familia protestante pero actualmente es agnóstica, Además, es vegana.
Ouwehand está casada y actualmente reside en Leiden.
El sitio web neerlandés Lords of Metal realizó una entrevista a Esther Ouwehand, en la que habló sobre su pasión profunda por el hard rock y el heavy metal, en particular stoner metal.

### Carrera
Inicialmente, no consideró realizar una carrera política. Llegó a ser directora de marketing de revistas juveniles en Sanoma. Tiene funciones adicionales como miembro del comité para centros juveniles De Schuit y la fundación Factor Welzijn in Katwijk.

#### Partido por los Animales
Se unió al Partido por los Animales en octubre de 2002 y llegó a ser coordinadora en 2004. Fue responsable de la administración de la sede del partido. También fue coautora del programa electoral de 2006, 220x liever.
Las elecciones generales de 2006 supusieron un gran éxito para el partido, ya que obtuvo 179,988 votos (1.8%). Obtuvieron dos asientos en el parlamento neerlandés. El partido se convirtió en el primer partido político del mundo centrado en los derechos de los animales que conseguía escaños parlamentarios.
Fue segunda en la lista de las elecciones, por detrás de Marianne Thieme, líder del partido. Debido a esto logró ser diputada, incluso recibiendo solo 4.370 votos, aproximadamente cien menos que el lijstduwer Kees van Kooten, quién recibió 4.479 votos. Esté jurada en encima 30 de noviembre de 2006.
En contra de sus deseos, no fue seleccionada para participar en la lista para las elecciones generales de 2010, pero los miembros de partido le votaron, alcanzando la segunda posición, por lo fue reelegida.
Ouwehand renunció temporalmente a su escaño el 17 de noviembre de 2015 por razones de salud. Hasta su regreso, el 18 de octubre de 2016, estuvo reemplazada por Frank Wassenberg.